# Sucuk

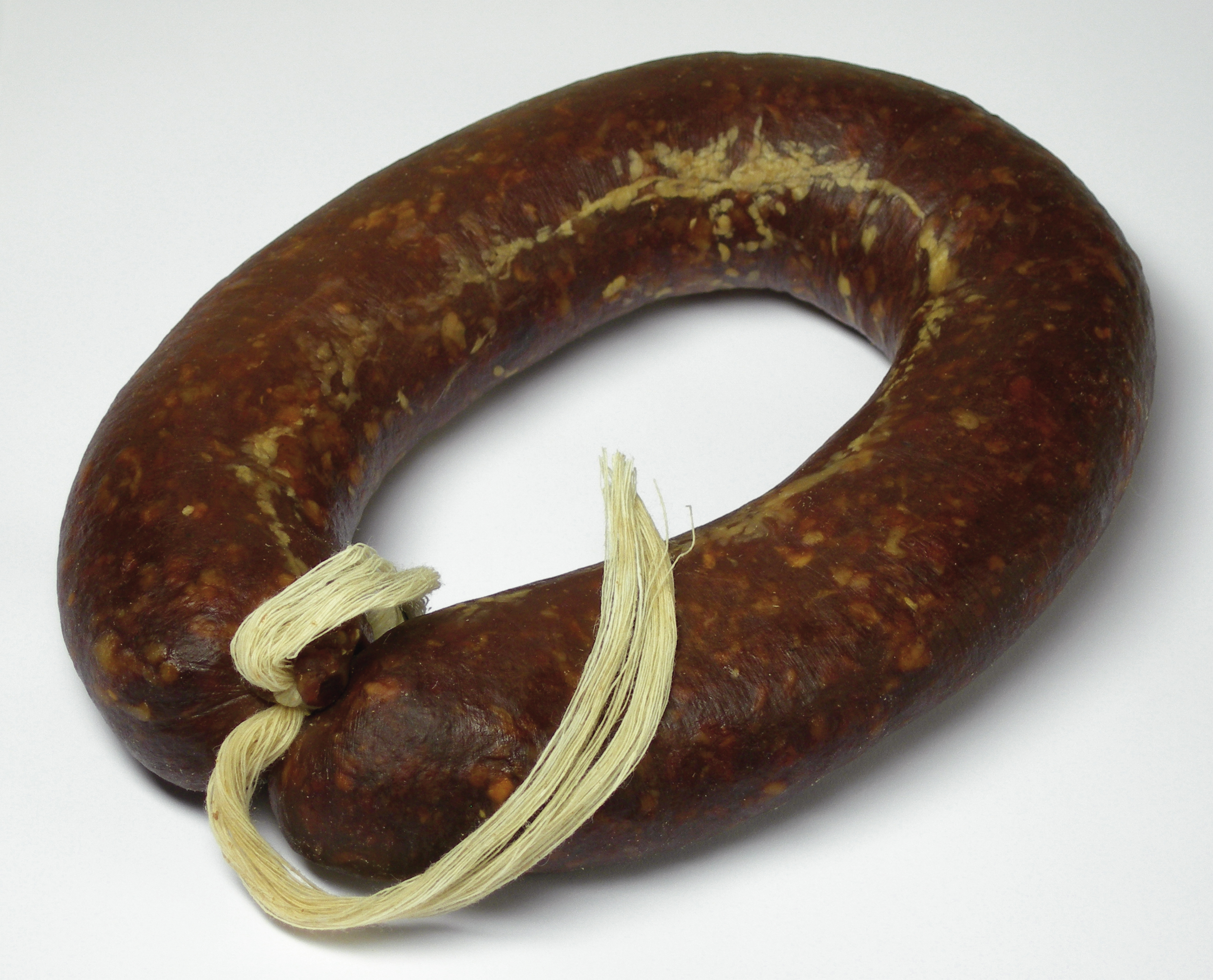
Hausgemachte (getrocknete) türkische Kangal-Sucuk

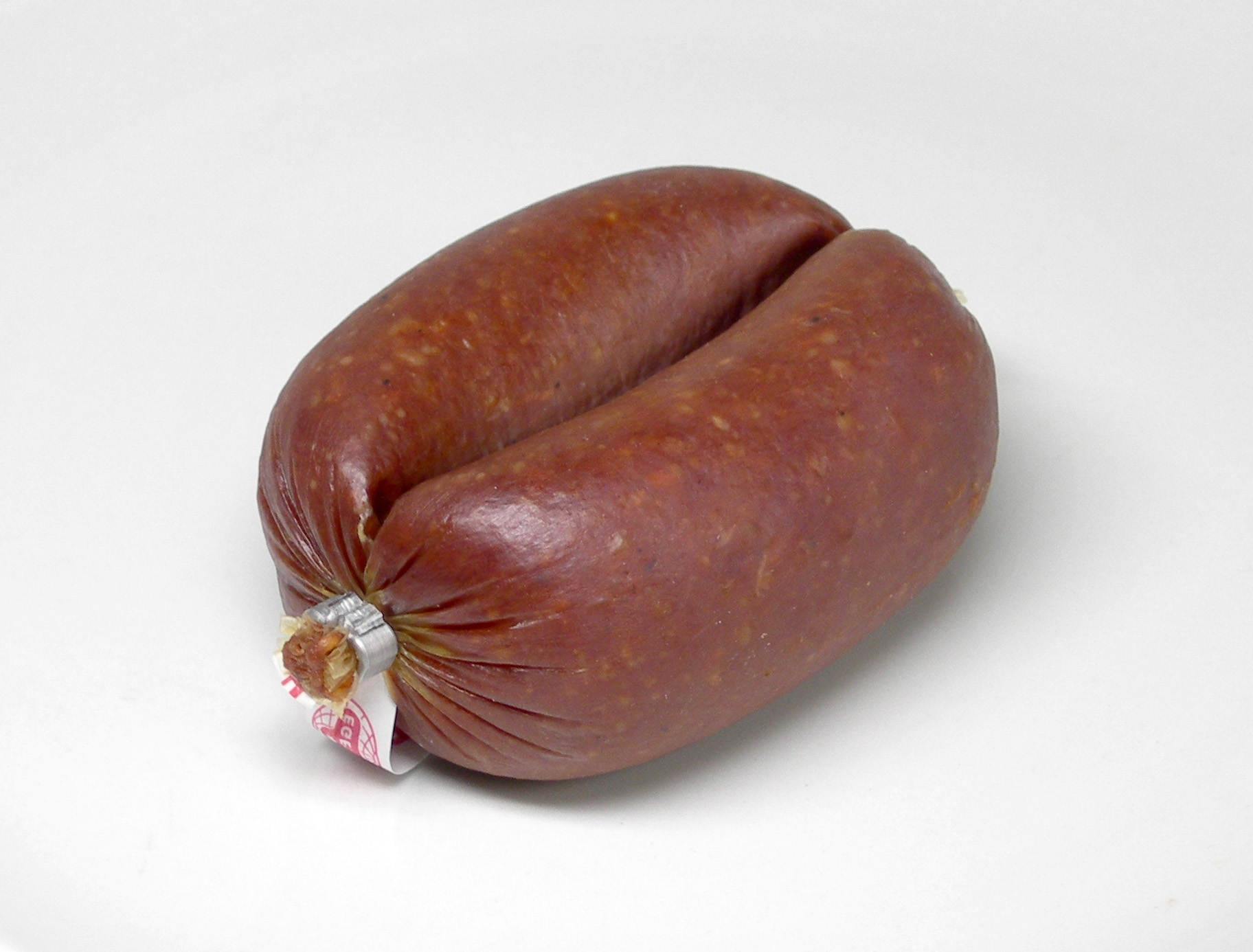
Industriell in Deutschland hergestellte Sucuk türkischer Art: Parmak-Sucuk

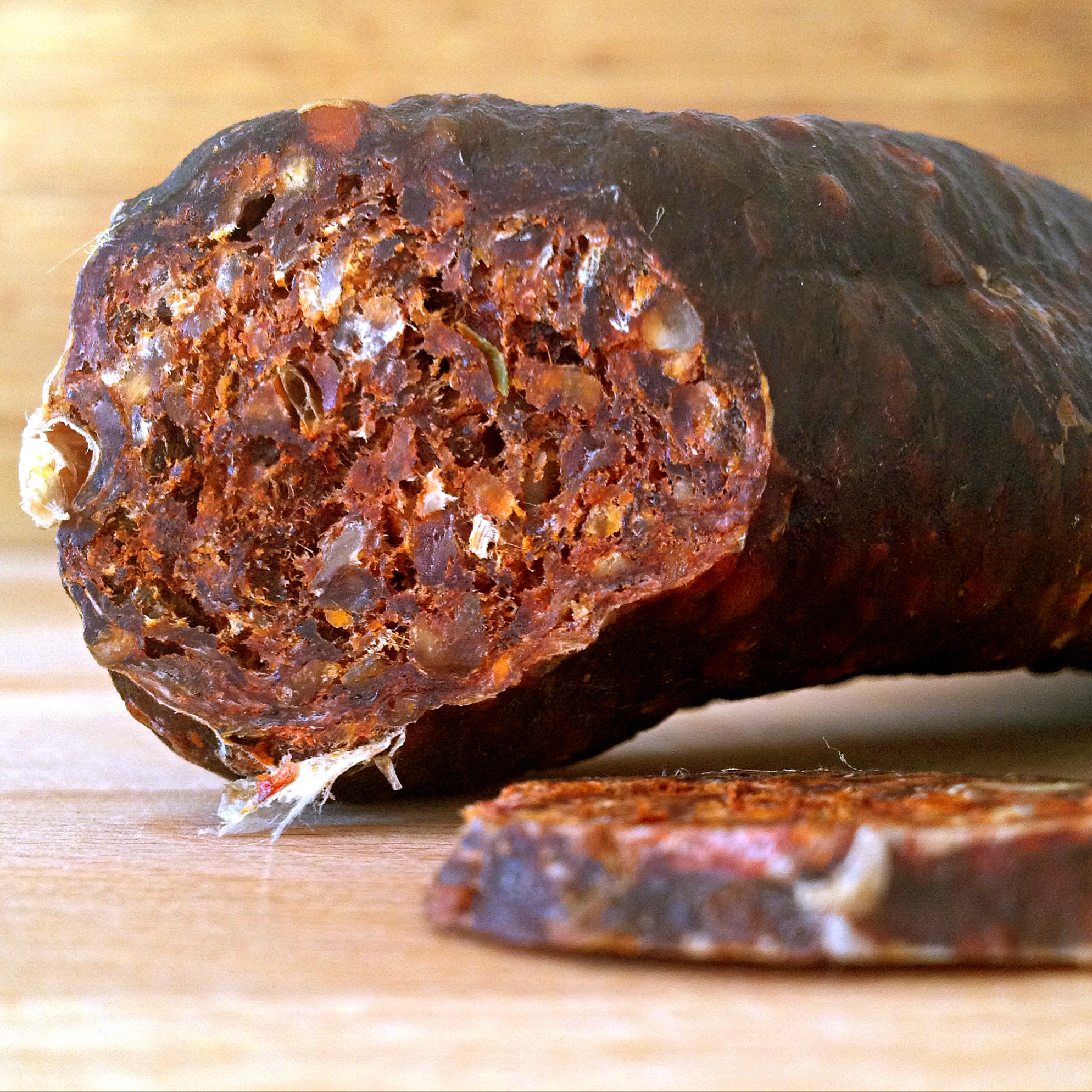
Hausgemachte Kosovo-Sucuk im Anschnitt

Sucuk (türk., [ˈsuʤuk]) ist eine kräftig gewürzte Rohwurst aus Rind- oder Kalbfleisch und Lammfleisch, die von Südosteuropa über die Türkei bis in verschiedene arabische Länder und inzwischen auch in Europa weit verbreitet ist. Sie wird mit Salz, Pfeffer, Cayennepfeffer, Piment, Kreuzkümmel, Knoblauch und weiteren Zutaten sowie bei industriell hergestellter türkischer Parmak-Sucuk mit Glutamat (Geschmacksverstärker) scharf gewürzt, luftgetrocknet und zum Teil auch geräuchert.
Sucuk wird meist warm gegessen, üblicherweise in Scheiben geschnitten und im eigenen Fett gebraten, z. B. zum Frühstück mit Eiern, Fladenbrot und Tee. Als Imbiss kann sie gegrillt, ähnlich wie Döner, im Brot serviert oder auch als Füllung für Gözleme oder Pasteten verwendet werden.

## Herkunft

Eintrag des osmanisch-türkischen Worts سجوق von Meniński übersetzt als Lucanica, Botulus, Bratwurst. 1680.

Etymologisch ist das Wort "Sucuk" Alttürkisch und ist ein Kompositum aus dem Wort "suğur" (übersetzt "dörren", "trocken machen") und dem Suffix "cuk". Das Wort Sucuk (osmanisch türkisch سجوق) findet im Lexikon von Franciscus a Mesgnien Meninski aus dem Jahr 1680 Erwähnung. Festgehalten wurde auch "Kan-Sucuğu" (osmanisch türkisch قانسوجوغو für "Blutwurst") und "Ciğer-Sucuğu" (osmanisch türkisch جكر سوجوغو für "Leberwurst").

## Formen
Sucuk gibt es in drei Formen:
- als Kangal-Sucuk (türkisch für „Kringel“), vergleichbar mit einer Ringsalami
- als Parmak-Sucuk (türkisch für „Finger“), üblicherweise zwei parallel verbundene, etwa fingerlange, gerade Würste
- als Büfe-Sucuk (türkisch für „Buffet“), eine etwa zwei- bis dreimal längere, einzelne Parmak-Sucuk

Parmak-Sucuk ist in der Regel schärfer als Kangal-Sucuk.

## Schreibweise
In den verschiedenen Ländern variieren Schreibweise und Aussprache: türkisch sucuk, kurdisch sûçuk, bulgarisch суджук; armenisch yershig, սուջուխ; arabisch سجق [suʤuq]; albanisch suxhuk; griechisch σουτζούκι soutzouki; kasachisch шұжық schuschyq; kirgisisch чучук tschutschuk; serbokroatisch sudžuk.